# Gary Willis
Gary Willis (* 28. März 1957 in Longview, Texas) ist ein US-amerikanischer E-Bassist, Komponist, Transkripteur und Basslehrer (u. a. am Musicians Institute (Los Angeles) und in Barcelona), der durch die von ihm und Scott Henderson gegründete Band Tribal Tech bekannt wurde.

## Leben und Wirken
Willis, dessen Vater Pianist und musikalischer Leiter des Gospel-Chors einer christlichen Gemeinde war, wuchs bereits in früher Kindheit mit Musik auf. Mit 13 Jahren begann er mit dem Bass-Spiel.  Besonders prägend für sein Spiel ist seine Drei-Finger-Technik, bei der mit drei (statt mit zwei) Fingern der rechten Hand gezupft wird. Diese erlaubt es, mit geringem Kraft- und Bewegungs-Aufwand sehr schnell und gleichmäßig zu spielen und gilt trotz des hohen Lernaufwands als äußerst effizient. Gelegentlich setzt Willis zusätzlich den Daumen zum Zupfen ein.
Neben seiner Arbeit mit Tribal Tech spielte er mit Musikern wie Wayne Shorter, Dennis Chambers und Allan Holdsworth und veröffentlichte mehrere Solo-Alben. Er ist Endorser für den japanischen Instrumentenhersteller Ibanez und gilt in der Jazzrock- bzw. Fusion-Szene als Ausnahmekönner.
Willis lebte zeitweilig in Barcelona, wo er Jazz-Gitarre an der Escola Superior de Música de Catalunya unterrichtete. Heute lehrt er am Berklee-Campus in Valencia.

## Diskografie (Auswahl)

### Mit Tribal Tech
- Spears (1985)
- Dr. Hee (1987)
- Nomad (1990)
- Tribal Tech (1991)
- Illicit (1992)
- Face First (1993)
- Primal Tracks (Zusammenstellung älterer Aufnahmen) (1994)
- Reality Check (1994)
- Thick (1999)
- Rocket Science (2000)
- X (2012)

### Solo
- No Sweat (1997)
- Bent (1998)
- Actual Fiction (2007)
- Shaman (2008)
- Retro (2013)
- Larger Than Life (2015)

### Mit Wayne Shorter
- Phantom Navigator (1987)

### Mit Allan Holdsworth
- Metal Fatigue (1985)
- None Too Soon (1996)

### Mit Slaughterhouse 3
- Slaughterhouse 3 (2008)

## Lehrmaterialien
- Gary Willis - Progressive Bassics, REH-Video, (1991)
- Fingerboard Harmony for Bass (1997)
- The Gary Willis Collection: 11 Transcriptions with Standard Notation and TAB (1998)
- Ultimate Ear Training for Guitar and Bass (1998)
- 101 Bass Tips: Stuff All the Pros Know and Use (2002)